# Otto Matzerath
Paul Otto Matzerath (Düsseldorf, 26 ottobre 1914 – Tokyo, 21 novembre 1963) è stato un direttore d'orchestra tedesco.

## Biografia

### Gli inizi
Nato dall'impiegato di banca Josef Matzerath e Anna Matzerath (nata Garding) prese la maturità nel 1934 al ginnasio Hindenburg in Düsseldorf e completò in parallelo lo studio al Conservatorio Buths Neitzel (oggi università Robert Schumann) sempre in Düsseldorf nelle classi di pianoforte e violino. Ebbe come insegnanti Bram Eldering (violino), Weissbach (pianoforte) ed Nayses (Theorie). Appena sedicenne diresse la rappresentazione dell'opera "Der Jasager" di Brecht/Weil. Come direttore d'orchestra fu un autodidatta.

### Periodo 1935-1944
Il suo primo impiego lo trovò in Gladbach Rheydt (Mönchengladbach) come maestro ripetitore e maestro di cappella (gennaio 1935 - maggio 1936). Segue un impiego da maestro di cappella per opere e operette in Krefeld (agosto 1936 - agosto 1937) e dal settembre 1937 all'aprile 1940 come maestro di cappella per opere e operette e direttore musicale del Teatro di Würzburg.
Dopo la direzione di Carmen in Karlsruhe (14 gennaio 1940) fu chiamato nel settembre dello stesso anno alla direzione delle opere e concerti (come successore di Joseph Keilberth) del teatro di stato del Baden, carica che gli fu rinnovata fino al 1956.
Durante la guerra fu richiamato al servizio militare e dovette chiedere permessi all'autorità militare per ogni concerto che doveva dirigere; questa situazione fu modificata per l'intervento di Wilhelm Furtwängler (giugno 1942) che ottenne per lui un'esenzione che era in generale concessa a tutti i direttori in Germania. Nell'ultimo fase della guerra, a seguito della chiusura di tutti i teatri per ordine di Joseph Goebbels (agosto 1944), fu definitivamente richiamato sotto le armi in Zuffenhausen (Stoccarda) e poi a Böblingen dove prestò servizio militare come radiotelegrafista. L'ultima rappresentazione a Karlsruhe prima della chiusura fu tenuta il 9 luglio 1944 („Nozze di Figaro“).
Nel periodo di guerra diresse: (1940) Trovatore, „Enoch Arden“, „I maestri Cantori“. (1941) „Tannhäuser“, „Walküre“, „Carmen“, „Simone Boccanegra“, „Olandese Volante“, „Don Giovanni“, „Fidelio“, „La traviata“, „Flauto Magico“, „Lohengrin“, „Le Nozze di Figaro“. (1942) „Tristano “, „Figaro“, „Vier Grobiane“, „Fidelio“. (1943/44) „La Boheme“, „Rosenkavalier“, „Schinderhannes“, „Dicke Elster“, „Walküre“, „Le Laudi“, „Siegfried“, „Butterfly“, „Figaro“, „Freischütz“ e le già citate "Nozze di Figaro".
Tenne concerti anche fuori Karlsruhe: regolarmente fu ospite presso i Berliner Philharmonikern (direttore ospite dal 1941 per invito di Wilhelm Furtwängler), in Heidelberg (1942/43), in Dresda (1943 e 1944 con concerti in Halle) e in Leipzig (1 maggio 1944). Diresse anche in Venezia (febbraio 1943) e Budapest (luglio e ottobre 1943, febbraio 1944).

### Periodo del Dopoguerra
Alla fine della guerra fu brevemente internato in Tuttlingen dai Francesi. Fece ritorno a Karlsruhe che nell'agosto 1945 passò dal controllo francese a quello americano. Poiché non coinvolto con le attività del partito nazista, Otto Matzerath non ebbe problemi con le nuove autorità americane e poté riprendere immediatamente il suo lavoro, tanto che già nel dicembre 1945 fu nominato Direttore Musicale del Teatro di Stato del Baden. Ottenne anche una licenza per soprintendente, che poté usare già nell'aprile 1946 con la nomina di soprintendente ad interim in Karlsruhe. Infatti l'attore Hans Herbert Michels (soprintendente dalla fine del 1944) perse la sua licenza a causa della scoperta della sua passata appartenenza al partito nazista. Il periodo 1946 fino al 1953 fu caratterizzato da frequenti cambiamenti nella direzione del teatro e a Otto Matzerath fu richiesto più di una volta di riprendere la funzione di soprintendente per evitare la chiusura del teatro. Solo dopo la nomina di Paul Rose (soprintendente dal 1953 al 1962) la situazione si poté normalizzare.
Le attività musicali in Karlsruhe erano riprese dopo la guerra nell'edificio della Konzerthaus poiché il vecchio edificio del Teatro di Stato del Baden rimase distrutto nel 1944 durante un bombardamento aereo. Come prima opera, dopo la pausa della guerra, fu rappresentata „Hänsel und Gretel“, poi seguì „La traviata“. Nel 1946 „Fidelio“, nel 1947 „Carmina Burana“ e il „Flauto Magico“, nel 1948 „Tristan und Isolde“, nel 1950 „Elektra“ (con scene dell'architetto Egon Eiermann).
In questo periodo furono rappresentate opere come: „Turandot“, „Salome“, „Falstaff“, „Hänsel und Gretel“, „Rosenkavalier“, „Don Giovanni“ (Scene e costumi di Heinz-Gerhard Zircher), „Catulli Carmina“, „Tristan“, „Meistersinger“, „Carmina Burana“, „Elektra“, „Ariadne auf Naxos“, „Iphigenie auf Aulis“, „Così fan tutte“, „Arabella“, „Falstaff“, „Otello“, „Orpheus und Euridike“, „Johanna auf dem Scheiterhaufen“,„Hänsel und Gretel“. L'ultima opera diretta da Matzerath in Karlsruhe fu „Butterfly“.
Dal settembre 1955 fino all'agosto 1961 fu primo direttore dell'Hr-Sinfonieorchester, l'orchestra sinfonica della Radio di Francoforte (Hessischer Rundfunk, HR). Insieme alla trasmissione di concerti produsse anche una serie di opere: „Orpheus und Euridike“, „Hänsel und Gretel“, „Fidelio“, il „Der Barbier von Bagdad“ e „Il cavaliere della rosa“.
Alla fine del contratto, rimase ancora un anno a Francoforte collaborando con la HR dopo di che nel Marzo 1962 accettò di dirigere per l'orchestra statale di Ankara dove prese il posto di primo direttore fino all'agosto 1963. Con questa orchestra realizzo' una tournée in Europa nell'estate del 1963.
In tutto questo periodo svolse anche attività di direttore ospite in patria e all'estero.  In Germania: Berliner Philharmoniker, Leipzig, Monaco (1949, 1958), Heidelberg (1947/1955), Bamberg (1947/1950), Hamburg (1949/1953/1957), Friburgo (1950), Francoforte, Essen (1956), Tübingen, Schwetzingen, Münster (1959), Saarbrücken (1961), Stoccarda (1951), Norimberga, Dresda (1956), Düsseldorf, Colonia (1949), Bonn, Wiesbaden (1949/1955/1961), Dortmund (1956), Essen (1956). All'estero fu in Parigi (29 Luglio 1949 come primo direttore d'orchestra tedesco dopo la guerra), Basilea (1949), Dublino (1950, 1952), Napoli (1955/57), Torino(1956),  Milano (1963), Zurigo, Madrid, Barcellona, Oslo, Stoccolma, Helsinki.
A partire dal settembre 1963 prese il posto di primo direttore dell'Orchestra Sinfonica Yomiuri Nippon in Tokyo. Il contratto doveva durare almeno fino al 1964 (ma un prolungamento era già stato negoziato dalle parti), ma Otto Matzerath morì il 21 novembre 1963 nell'ospedale militare americano di Camp Zama (presso Tokyo) dove fu ricoverato d'urgenza dopo un malore.

## Vita privata
Otto Matzerath era cattolico praticante e lontano dall'ideologia nazista dominante della Germania degli anni 30. Sposò nel 1944 Lore Matzerath (nata Bohner) e dal matrimonio nacquero 5 figli. È sepolto nel cimitero principale di Karlsruhe. La sua tomba ha una lapide concepita dall'artista locale Emil Sutor.